# Эустбё, Эдвин
Эдвин Эустбё (норв. Edvin Austbø; род. 1 мая 2005) — норвежский футболист, вингер клуба «Викинг».

## Клубная карьера
Эустбё — воспитанник клуба «Викинг». 17 июля 2022 года в матче против «Кристиансунна» он дебютировал в Типпелиге. 28 августа в поединке против «Волеренги» Эдвин забил свой первый гол за «Викинг». В 2023 году Эусьбё на правах аренды перешёл в «Саннес Ульф». 26 сентября в матче против КФУМа он дебютировал в Первой лиге Норвегии. В этом же поединке Эдвин забил свой первый гол за «Саннес Ульф». По окончании аренды игрок вернулся в «Викинг».

## Международная карьера
В 2024 году в составе юношеской сборной Норвегии Эустбё принял участие в юношеском чемпионате Европы в Северной Ирландии. На турнире он сыграл в матчах против сборных Италии, Украины, Северной Ирландии и Турции. 